# クレメナ・カメノバ
クレメナ・カメノバ（Kremena Kamenova、女性、1988年5月21日 - ）は、ブルガリアの元バレーボール選手。元ブルガリア代表。

## 来歴
2009年、ブルガリア代表に初選出される。2014年にイタリアで開催された世界選手権に出場した。

## 球歴
- 世界選手権 - 2014年

## 所属クラブ
- レフスキ・シコンコ（2007-2009年）
- ロコモティフ・バクー（2009-2012年）
- CS Ştiinţa Bacău（2012-2013年）
- エニセイ（2013-2014年）
- CSMブカレスト（2014-2015年）
- レフスキ・ソフィア（2015年）
- イドマノジャウ（2015-2016年）
- KS Developres Rzeszów（2016-2017年）
- VC Maritza（2017-2018年、2019-2021年）